# Robert Armanelli
Robert Armanelli, né le 21 juillet 1912 à Saint-Paul-aux-Bois (Aisne) et mort le 12 avril 1969 à Paris, est un graveur sur bois français.

## Biographie
Né le 21 juillet 1912 à Saint-Paul-aux-Bois, Robert Armanelli est issu d'un milieu modeste, ses parents étant tous deux manouvriers de cette commune. 
En 1949, il reçoit le titre de meilleur ouvrier de France pour son travail de graveur sur bois.
Il meurt le 12 avril 1969 à l'âge de 56 ans dans le 13e arrondissement de Paris,, quelques semaines après la mise en circulation d'un billet sur lequel il avait beaucoup travaillé : le 500 francs « Pascal ».

## Œuvres
Ses gravures se retrouvent sur des billets de banque, et dans des ouvrages littéraires.

### Graveur de billets pour la Banque de France
On retrouve son travail de graveur sur plusieurs billets de la Banque de France. Il collabore notamment au billet de 500 francs Pascal dessiné par Lucien Fontanarosa.
Au cours de sa carrière de graveur au sein de la Banque, il a été amené à côtoyer des artistes reconnus comme Robert Poughéon, Lucien Fontanarosa, Clément Serveau, qui étaient responsables de la création de l'œuvre sur le billet. Mais il était aussi en étroite collaboration avec d'autres confrères graveurs comme André Marliat et Jules Piel avec qui il partageait souvent la gravure d'un billet de banque. Quand l'un s'occupait du recto, l'autre réalisait le verso comme par exemple pour le billet de 500 francs Victor Hugo ou André Marliat grava le recto et Piel et Armanelli le verso
Voici quelques-uns des billets émis par la Banque de France auxquels il a participé :
- 500 francs « Chateaubriand » type 1945[10]d'après une œuvre de Robert Poughéon
- 50 mark Sarre type 1947[11] dessiné par Rigal[12]
- 100 francs La Bourdonnais type 1947 Caisse centrale d'outremer[13]
- 500 francs type 1952 « Rêverie sur un passé glorieux »[14] billet ouvragé mais non émis
- 10 000 francs et 100 nouveaux francs type 1955 « Bonaparte »[15]
- Billet de 500 francs Victor Hugo type 1955[16]
- 1 000 francs « Richelieu »
- 5 nouveaux francs « Victor Hugo » type 1959[17]
- 10 nouveaux francs « Richelieu »  type 1959 [18]
- 10 francs type 1963 « Voltaire »[19]
- 500 francs type 1968 « Pascal »[20]

### Ouvrages littéraires illustrés par des gravures de Robert Armanelli
- Historique du 1er Régiment d'infanterie[21] , édition André Chotel, publié en 1953, illustrations  de Henri Dimpre et gravure sur bois de Robert Armanelli.
- Le Cornet à dés[22] de Max. Jacob[23] / publié en 1948, 113 gouaches de Jean Hugo gravées sur bois par Jules Germain , André Marliat et Robert Armanelli.
- L'Europe romantique[24] de Guy de Pourtales , édition illustrée de 32 aquarelles de l'artiste Emili grau Sala , publié en 1949 gravées sur bois par Marliat et Robert Armanelli.
- L'Hôtel de la Maison des Polytechniciens : 1600-1954[25] publié en 1954, illustrations  de Roger Dubourg gravées sur bois par Robert Armenelli.
- Les actes des apôtres / Les épîtres / L'Apocalypse[26] . Edition de l' Odéon. Illustrations de l' abbé André Dussarthou, gravées sur celluloid par André Marliat et Robert Armanelli.
- Les hauts de hurlevents[27] de Emily Brontë / publié en 1948, illustrations de Lucien Fontanarosa , gravées sur bois par Robert Armanelli.
- Nicole's Guide To Paris[28], publié en 1951, illustrations de Pierre Bergé, gravé sur Bois Par Robert Armanelli, préface de Louis Bromfield et Jean Cocteau
- Livre d'or de la Société des hauts-fourneaux, forges et aciéries de Denain et d'Anzin 1849-1949[29]. Publié en 1950, les trois hors textes reproduisent une aquarelle de Robert Armanelli et deux gouaches de Jacques Thévenet.
- Les grandes heures de Fontainebleau[30], de Maurice Toesca, édition les deux sirènes, publié en 1949, illustrations de Lucien Fontanarosa et gravures sur bois réalisées par Robert Armanelli.
- Aurélia[31] de Gérard de Nerval. Publié en 1947, Illustré de 11 aquarelles de Pierre Berger gravées sur bois par Robert Armanelli.
- La Vallée sans printemps[32] de Robert Fernier et Romain Roussel / Publié en 1946, illustré de 27 compositions de Robert Fernier, gravées sur bois par André Marliat et Robert Armanelli.
- Il y a[33] de Apollinaire, publié en 1947, Préface de Paul Léautaud / édition Grégoire / illustrations de Édouard Goerg (Apollinaire) gravées sur bois par Robert Armanelli.